# Ikarus 481
Az Ikarus 481 az Ikarus Karosszéria- és Járműgyár Egyedi Gyáregységének egyik alvázas autóbusztípusa.

## Története
1997-ben az Ikarus 480-asok gyártását leállították, ennek fő oka, hogy az Ikarus referencia szempontjából nagyon fontosnak tartotta a brit piacot. Ezért kifejlesztették a típus utódját, az Ikarus 481-est. Az új típus, elődjéhez képest mind megjelenésében, mind műszaki tulajdonságait tekintve jelentős újításokban részesült. A homlokfalon található viszonylatjelző, az Ikarus 412-eseken megszokott elrendezést kapta, míg a lámpatestek (szintén a homlokfalon) a lökhárítóba lettek süllyesztve. Ezenfelül sikerült az ablaköv vonalat is lejjebb ereszteni, miközben az üvegfelületek megnövelésével az az utasok komfortszintje is magasabbá vált.
A legfontosabb műszaki megoldás a jármű padlószintjének leeresztése volt. Az Ikarus mérnökeinek sikerült, a már az Ikarus 480-ason is használt DAF SB 220-as alváz alapkonstrukcióját úgy módosítaniuk, hogy lehetséges legyen az alacsony belépésű kialakítás megteremtése. Ez mérnöki bravúrnak számított.
Az alacsony belépésű (angolul: Low-Entry = LE) kifejezés olyan járműre vonatkozik, amely az első és második ajtóknál lépcső nélküli ún. alacsony padlós (angolul: Low-Floor = LF) kialakítással rendelkezik, azonban a második ajtót követően egy, esetenként két lépcsővel lehet a jármű hátsó felébe jutni. Ez a megoldás megspórolja a két darab portáltengely és a további bonyolult műszaki megoldások költségeit.
Ugyan az Ikarus 481-es sikeresnek bizonyult az Egyesült Királyságban és két év alatt 30 példányt rendeltek is belőle, a brit fél 1999 végén jelezte, hogy a piaci pozíció megtartásának további feltétele egy modernebb formatervvel rendelkező, 21. századi autóbusz típus kifejlesztése.